# Nakai Chikuzan
Nakai Chikuzan (中井竹山, 1730–1804) est un lettré japonais responsable de l'administration de l'école Kaitokudō, située à Osaka, en 1797 durant l'époque d'Edo du Japon.

## Biographie et philosophie
Fils ainé de Nakai Shuan, un des deux principaux fondateurs de l'école Kaitokudō, il fréquente l'école de son père dès son jeune âge. Chikuzan est par ailleurs très différent de son frère Nakai Rikuzan. Tous deux s'intéressent à l'étude épistémologique de la vertu au sein de la classe marchande du Japon des Tokugawa sous l'influence de Goi Ranju, l'un des éminents professeurs de l'école. Tous deux estiment que l'éducation doit être leur principale préoccupation plutôt que de travailler de côté pour compléter leurs revenus, état d'esprit symptomatique d'un grand nombre de jusha qui préfèrent exploiter des pharmacies en parallèle à leurs activités d'enseignant. Cela leur vaut le mépris de la plupart des commerçant d'Osaka qui participent aux coûts de fonctionnement de l'école. Lui et son frère Riken prennent soin de Goi dans ses dernières années, chose pour laquelle les deux ne sont pas oubliés. Alors qu'il a des capacités intellectuelles supérieures à celles de Miyake Shunro, successeur que choisit son père pour l'école, celui-ci prépare subtilement une position de pouvoir pour son fils. Shuan laisse un fonds de vingt kan à la disposition de Chikuzan pour se prémunir contre les situations d'urgence. De cette façon Miyake Shunro est responsable des activités officielles et Nakai Chikuzan des activités financières, « pour assurer l'immortalité de l'Académie, Eitai sōzoku pas yō ». (Najita 151-52).
Chikuzan dénonce fermement Ogyū Sorai et soutient que tous les individus, même les gens du commun, peuvent devenir érudits, tandis qu'il dénonce également religion et superstition.
Ensemble, grâce à leurs travaux d'érudition et leurs études sur la vertu, ils élèvent le niveau de prestige de la Kaitokudō.

## Ouvrages
- Hi-Cho - ouvrage polémique écrit pour dénoncer Ogyū Sorai et son historicisme. Il y dit que Sorai simplifie trop les choses et traduit mal les œuvres anciennes, Mencius, les Entretiens de Confucius etc. Nakai a été accusé d'attaquer la personne Sorai plutôt que ses arguments dans cet écrit.
- Isshi 1797 -  histoire élogieuse qui connaît de nombreuses versions au cours du bakufu Tokugawa. Ces travaux contrarient son frère à cause de la partialité apologétique de l'œuvre. Ce parti pris qui reflète sa propre forme de realpolitik lui vaut le respect et l'estime du bakufu. C'est une façon pour lui d'obtenir l'assurance du bakufu de continuer à pratiquer le Kaitokudō mais corrompt son intégrité académique.
- Sobo kigen

## Crédit d'auteurs
- (en) Cet article est partiellement ou en totalité issu de l’article de Wikipédia en anglais intitulé « Nakai Chikuzan » (voir la liste des auteurs).